# 塞梅尼夫 (赫梅利尼茨基州)
49°56′41″N 26°24′0″E / 49.94472°N 26.40000°E
塞梅尼夫（羅馬化：Semeniv）是烏克蘭該國西部赫梅利尼茨基州舍佩蒂夫卡區的村落，始建於1546年，面積0.2平方公里，海拔高度257米，2001年人口658。